# Naperville
Naperville es una ciudad ubicada en el condado de DuPage en el estado estadounidense de Illinois. En el Censo de 2010 tenía una población de 141.853 habitantes y una densidad poblacional de 1.392,85 personas por km².

## Geografía
Naperville se encuentra ubicada en las coordenadas 41°44′57″N 88°9′43″O / 41.74917, -88.16194. Según la Oficina del Censo de los Estados Unidos, Naperville tiene una superficie total de 101.84 km², de la cual 100.41 km² corresponden a tierra firme y (1.41%) 1.43 km² es agua.

## Demografía
Según el censo de 2010, había 141853 personas residiendo en Naperville. La densidad de población era de 1.392,85 hab./km². De los 141853 habitantes, Naperville estaba compuesto por el 76.45% blancos, el 4.66% eran afroamericanos, el 0.15% eran amerindios, el 14.92% eran asiáticos, el 0.02% eran isleños del Pacífico, el 1.49% eran de otras razas y el 2.3% pertenecían a dos o más razas. Del total de la población el 5.34% eran hispanos o latinos de cualquier raza.

## Ciudades Hermanas
- Nitra, Eslovaquia
- Pátzcuaro, México
- Cuautitlán Izcalli, México